# Недак Денис Юрійович
Дени́с Ю́рійович Неда́к (нар. 2 квітня 1985, Одеса) — український артист балету, провідний соліст Національного академічного театру опери та балету України імені Тараса Шевченка, народний артист України (2017).

## Життєпис
2002 — закінчив Одеську державну хореографічну школу.
2001—2005 — соліст балету Одеського національного академічного театру опери та балету.
2003 — закінчив Київську академію танцю імені Сержа Лифаря.
Ще студентом академії виступав в 
Київському театрі опери та балету (партія Паріса в «Ромео і Джульєтті» та Принца в «Лускунчику»). Згодом був прийнятий до балетної трупи театру, де його репетитором був Микола Прядченко.
З 2005 року є провідним солістом цього театру. Виконує партії лірико-романтичного репертуару. Серед його партнерок — балерини Олена Філіп'єва, Тетяна Голякова, Наталія Мацак.
У квітні 2008 року з Наталією Мацак виступив на IX Міжнародному фестивалі «Серж Лифар де Ля Данс», виконавши адажіо з балету Лифаря «Сюїта в білому».
Також брав участь у XV (червень 2009) та XVIII (червень 2012) Міжнародному фестивалі балетного мистецтва імені Рудольфа Нуреєва в Уфі, брав участь у проекті «Віртуози світового балету» в Росії в 2012 році.
Гастролював в Японії, Південній Кореї, Греції, Німеччині, Швейцарії, Італії, Іспанії, Португалії, Румунії, Сербії та ін.
У травні 2014 дебютував в Американському театрі балету в партії Солора («Баядерка»). З 2015 є запрошеним солістом цього театру і Віденської державної опери.

## Партії
- Принц Дезіре («Спляча красуня»)
- Принц Зігфрід («Лебедине озеро»)
- Солор («Баядерка»)
- Лускунчик-принц («Лускунчик»)
- Александр («Дама з камеліями»)
- Альберт («Жізель»)
- Жан де Брієн («Раймонда»)
- Базиль («Дон Кіхот»)
- Конрад («Корсар»)
- Джон («Грек Зорба»)
- Золотий раб («Шехеразада»)
- Хозе, Эскамільо («Кармен-сюїта»)
- Франц («Віденський вальс»)
- Красс («Спартак»)
- Ромео («Ромео і Джульєтта»)
- Перелесник («Лісова пісня»)

## Визнання
- 2011 — заслужений артист України[3]
- 2017 — народний артист України[1]